# El Carmen, San Marcos
El Carmen är en ort i Mexiko.   Den ligger i kommunen San Marcos och delstaten Guerrero, i den södra delen av landet, 300 km söder om huvudstaden Mexico City. El Carmen ligger 86 meter över havet och antalet invånare är 114.
Terrängen runt El Carmen är platt åt sydväst, men åt nordost är den kuperad. Terrängen runt El Carmen sluttar söderut. Runt El Carmen är det ganska glesbefolkat, med 34 invånare per kvadratkilometer. Närmaste större samhälle är San Marcos, 9,0 km öster om El Carmen. Omgivningarna runt El Carmen är en mosaik av jordbruksmark och naturlig växtlighet.